# Bairoil
Bairoil és una població dels Estats Units a l'estat de Wyoming. Segons el cens del 2000 tenia 97 habitants.

## Demografia
Segons el cens del 2000, Bairoil tenia 97 habitants, 42 habitatges, i 30 famílies. La densitat de població era de 42,1 habitants/km².
Dels 42 habitatges en un 23,8% hi vivien nens de menys de 18 anys, en un 64,3% hi vivien parelles casades, en un 7,1% dones solteres, i en un 26,2% no eren unitats familiars. En el 26,2% dels habitatges hi vivien persones soles el 26,2% de les quals corresponia a persones de 65 anys o més que vivien soles. El nombre mitjà de persones vivint en cada habitatge era de 2,31 i el nombre mitjà de persones que vivien en cada família era de 2,74.
Per edats la població es repartia de la següent manera: un 19,6% tenia menys de 18 anys, un 8,2% entre 18 i 24, un 30,9% entre 25 i 44, un 33% de 45 a 60 i un 8,2% 65 anys o més.
L'edat mediana era de 41 anys. Per cada 100 dones de 18 o més anys hi havia 100 homes.
La renda mediana per habitatge era de 37.917 $ i la renda mediana per família de 31.875 $. Els homes tenien una renda mediana de 38.125 $ mentre que les dones 26.667 $. La renda per capita de la població era de 20.030 $. Entorn del 8% de les famílies i el 4,6% de la població estaven per davall del llindar de pobresa.

## Poblacions més properes
El següent diagrama mostra les poblacions més properes.